# Korat
Vous lisez un « article de qualité » labellisé en 2010.
Pour la ville de Khorat, voir Nakhon Ratchasima.
Le korat (thaï: มาเลศ , API : [ma-lêt] ; ou thaï: โคราช, RTGS : Khorat  ; ou แมวสีสวาด – [mæo-sǐ-sà-wàt] ; ou แมว ดอกเลา – [mæo-dòk-lao]) est une race de chat originaire de Thaïlande. 
Ce chat de petite taille est caractérisé par sa robe de couleur bleue et ses yeux verts. Son visage est décrit comme « en forme de cœur », les arcades sourcilières formant les courbes et le menton la pointe. Les éleveurs s'attachent à garder le type originel de la race, malgré l'apparition naturelle de nouvelles couleurs, telles que le colourpoint, non-acceptées par la quasi-totalité des fédérations félines.
Le korat est une race naturelle ancienne : les premières descriptions pouvant lui être rapportées se trouvent dans le Tamra Maew (1350-1767). De nombreuses appellations différentes sont utilisées en Thaïlande et le terme actuel « korat » a été donné, selon la légende, par le roi Rama V (1853-1910). Les premières importations de cette race aux États-Unis datent du début des années 1960.
Le korat est une race robuste, quoique exposée aux maladies respiratoires et à une maladie génétique, la gangliosidose. Son entretien est considéré comme facile du fait de l'absence de mue. Race peu connue, facilement confondue avec le chartreux ou le bleu russe par les néophytes, elle a toutefois une place importante dans les croyances populaires thaïlandaises.

## Historique

### Un chat thaïlandais porte-bonheur

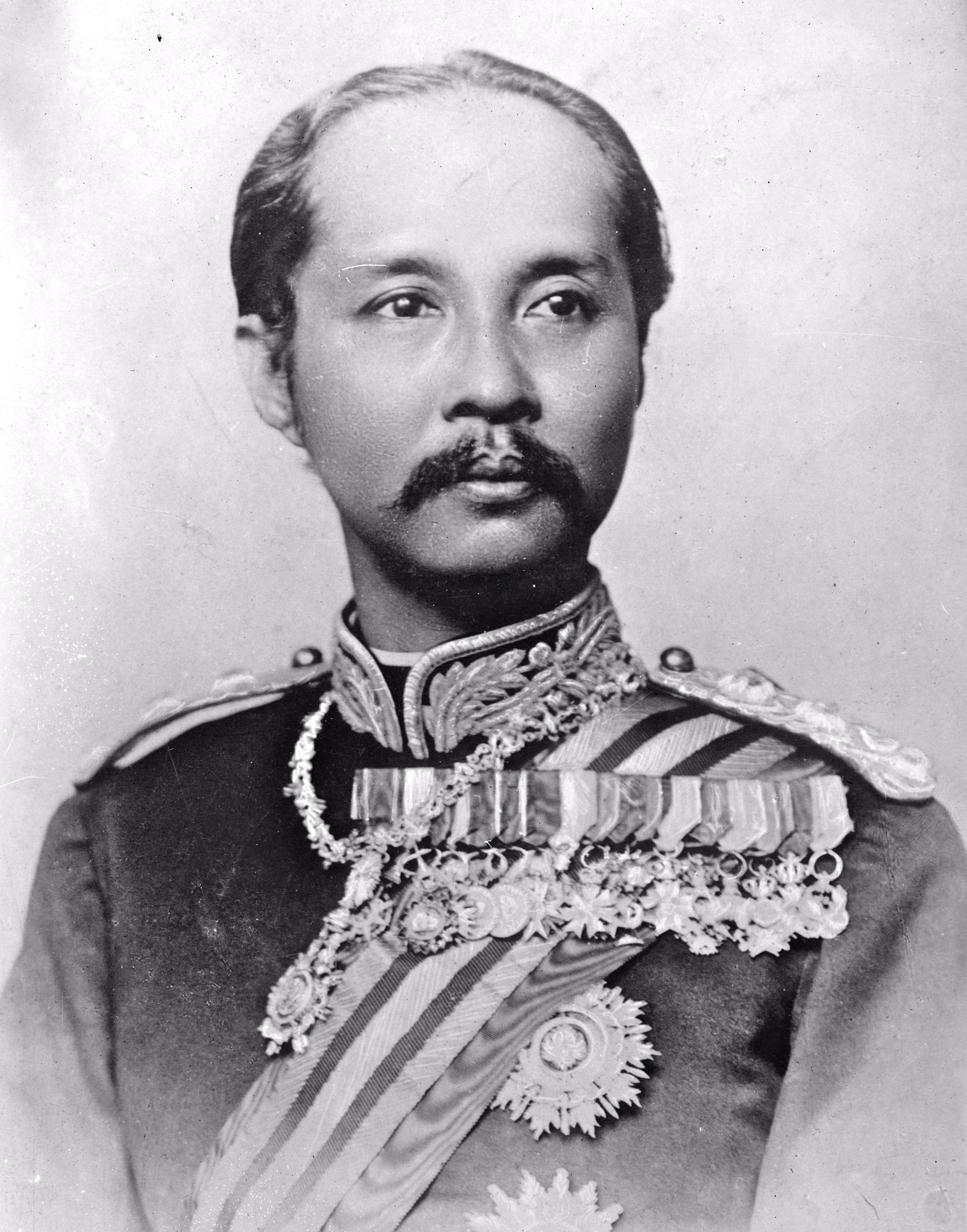
Selon la légende, le roi Rama V est à l'origine du nom de la race.

Le Tamra Maeo ou livre des Poèmes de chats est un recueil thaïlandais de vers richement illustré dont la rédaction est située entre 1350 et 1767 et qui décrit dix-sept chats différents, certains portant bonheur et d'autres non, le korat faisant partie des chats porte-bonheur,. Le manuscrit répertorie et décrit de façon poétique les races de chats existant à cette époque et fait la distinction entre le « Si-Sawat » et le reste des chats bleus. La description du korat y est la suivante : « Son poil est doux, aux racines de nuages et aux extrémités d’argent […]. Ses yeux brillent comme la rosée sur la feuille de lotus. ». Des représentations de ces races anciennes se retrouvent dans l'art asiatique, et certaines œuvres thaïlandaises peuvent à présent être interprétées comme des siamois ou des korats. Le roi Rama V a demandé au moine Somdej Phra Buddhacharn Buddhasarmahathera de copier le Tamra Maeo qui prit le nom de Samut Khoi Maeo ; plusieurs versions du livre sont détenues à la bibliothèque nationale de Thaïlande.
Le korat est considéré comme une race de chat naturelle. L'origine du nom de la race « korat » est une province de Thaïlande où il serait resté confiné : le plateau du Khorat, dans l’actuelle province de Nakhon Ratchasima, au Nord-Est du pays. Ce nom aurait été donné par le roi Rama V en demandant d'où venait cette race de chat. En Thaïlande, le nom de ce chat est « si-sawat » : il se réfère aux chats bleus aux yeux verts, mais qui ne proviennent pas nécessairement du plateau de Khorat. Les termes « Malet » et « Doklao »(dok lao est le nom thaï de la canne à sucre fourragère) sont également utilisés.

### Exportations et popularité
L'arrivée du korat en Europe est considérée comme obscure. Des chats asiatiques sont montrés en exposition féline à la fin du XIXe siècle : korat, siamois et havanas se mêlaient dans ces présentations. Un siamois entièrement bleu est montré en 1882 en Angleterre : il pourrait s'agir soit d'un korat, soit d'un oriental shorthair bleu. Un premier couple de la race, Nara et Dara, est importé aux États-Unis en 1959 par la chatterie Cedar Glen en provenance de la chatterie thaïlandaise Mahajaya. Ce couple a été croisé avec des siamois, mais seuls les chatons bleus ont été conservés afin de maintenir le phénotype d'origine du korat. La race est reconnue aux États-Unis en 1965 et acceptée en championnat en mars 1966 par la Cat Fancier Association (CFA) ; le premier club, le Korat Cat Fanciers‘ Association, est créé en 1965. Par la suite, d'autres importations en provenance de Thaïlande ont été réalisées afin de renforcer les lignées ; ainsi, en 1968, Daphne Negus introduit neuf nouveaux chats dans l'élevage américain.
Au Royaume-Uni, les mâles Randywood Saend Duan et Samelko Sahm ainsi que la femelle Saang Jahn de Tee Rahk sont importés des États-Unis en mars 1972. En 1974, plus de vingt korats sont enregistrés. Toutefois, la race n'est autorisée en championnat par le Governing Council of the Cat Fancy (GCCF) qu'en 1982. La première importation française est réalisée en 1979. La reconnaissance de la race par la Fédération internationale féline (FIFé) est plus ardue : en 1974, Elfi Kleive importe les premiers korats en Norvège et constate que la race n'est pas reconnue. La raison invoquée est qu'« ils ont déjà suffisamment de chats bleus », en référence aux races comme le chartreux ou le bleu russe. L'éleveuse multiplie les demandes d'inscriptions, montre de très nombreux korats en exposition (jusqu'à plus d'une trentaine) et obtient finalement l'enregistrement de la race en novembre 1981 puis l'ouverture au championnat en 1983.
Les années 1980 et 1990 voient la résurgence de korats blue point, lilac point et lilas. La naissance de tels chatons pose la question de leur enregistrement en tant que chat de race : en effet, seule la couleur bleue est reconnue par les standards ; en 2002, la GCCF est l'unique fédération à accepter ses korats « non-bleus » sous l'appellation « thaï ».
Le korat est bien représenté au Royaume-Uni, en Allemagne, aux États-Unis et dans les pays scandinaves, mais reste une race peu connue en France avec seulement vingt-trois inscriptions au Livre officiel des origines félines (LOOF) entre 2003 et 2011.

## Standards

### Notation
Les différents standards des associations félines sont globalement très proches pour décrire le « korat idéal ». L'échelle des points est différente selon les fédérations, les points sont cependant plus nombreux sur la couleur et la forme des yeux et la couleur de la robe. La « condition » est un critère prenant en compte l'aspect général du chat et son tempérament.
| Fédérations | Tête | Yeux    | Corps | Robe     | Robe    | Robe    | Condition |
| Fédérations | Tête | Yeux    | Corps | Longueur | Texture | Couleur | Condition |
| ----------- | ---- | ------- | ----- | -------- | ------- | ------- | --------- |
| ACFA        | 40   | [ A 1 ] | 25    | 10       | 10      | 20      | 5         |
| CFA         | 25   | 20      | 25    | 10       | 10      | 20      | 0         |
| FIFé        | 20   | 20      | 25    | 10       | 10      | 20      | 5         |
| LOOF        | 40   | [ A 4 ] | 30    | 10       | 10      | 20      | 0         |
| TICA        | 40   | [ A 4 ] | 30    | 5        | 5       | 20      | 0         |
| WCF         | 20   | 20      | 25    | 0        | 10      | 20      | 5         |

1. ↑  vingt-cinq points inclus dans la notation « tête ».
2. ↑  cinq points inclus dans la notation « couleur du corps et des yeux »
3. ↑  Compris dans la notation « couleur du corps et des yeux »
4. 1 2  quinze points inclus dans la notation « tête »

### Corps et tête

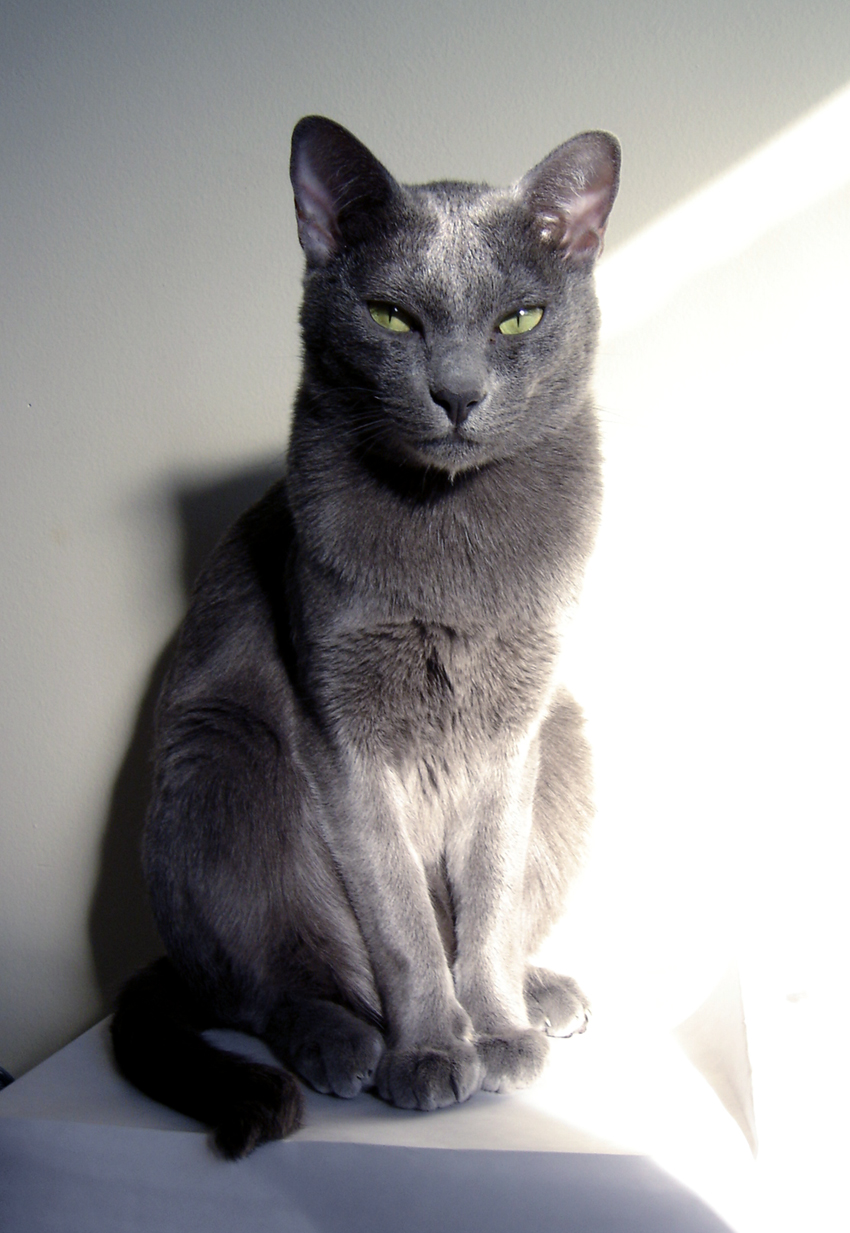
Portrait d'un korat.

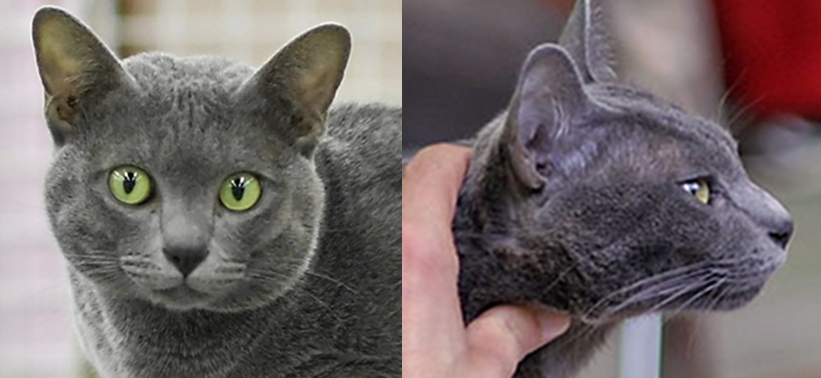
Face et profil du korat sur deux sujets finlandais.

Le type du korat doit rester au plus proche de celui de ses ancêtres et ressemble au siamois originel, appelé thaï, bien qu'il soit en moyenne de plus petite taille. L'ensemble des korats sont des descendants de chats thaïlandais et il n'est admis aucun croisement avec d'autres races.
L'allure du korat est souple et équilibrée : ni trop compacte, ni trop svelte, de type « foreign semi-coby ». Il doit paraître puissant et musclé sans être lourd. De nombreux standards le décrivent comme « éveillé ». Les hanches sont rondes, le poitrail est large, la croupe est arrondie. Les pattes sont de taille moyenne et doivent avoir une taille proche de la distance entre la base de la queue et la base de l'encolure. La queue est de longueur moyenne avec un bout arrondi. Le korat est un chat de petite taille, à tel point que les spécimens adultes sont souvent pris pour de jeunes chats par les néophytes. Le fait est qu'il reste très joueur tout au long de sa vie et que cela contribue à la confusion. Le mâle dépasse rarement quatre ou cinq kilos selon qu'il est castré ou pas. La femelle, plus petite et plus fine, pèse en moyenne entre deux et quatre kilos.
La tête du korat est décrite comme « en forme de cœur »,, les arcades sourcilières proéminentes forment le haut du cœur et le menton en forme la pointe. Le front est large et plat. Le museau court, de forme ni trop carrée ni trop pointue, montre de profil un léger stop ; le bout de la truffe est bombé comme celui d'un lion. Les oreilles sont arrondies à l'extrémité et larges à la base ; elles comportent peu de poils à l'intérieur. Les yeux, qui doivent absolument être de couleur verte, sont très grands, écartés de la largeur d'un œil et ronds ; des yeux trop petits ou trop rapprochés sont considérés comme des défauts. Le vert ambré est toléré jusqu'à l'âge de deux ans. La FIFé considère une mâchoire pincée comme non souhaitable.

### Robe

#### La couleur d'origine: le bleu
La robe du korat est courte, couchée sur le corps et lustrée. Il est normal que les poils du dos se relèvent lorsque le korat marche. La seule couleur autorisée est la robe bleue. Des reflets argentés apparaissent en raison d'un tipping à l'extrémité du poil. Dans les zones où la fourrure est plus courte (tête, pattes, queue), les reflets sont plus visibles ; ils doivent cependant recouvrir l'ensemble du corps. Le poil doit être clair à la racine, bleu au centre et argenté à l'extrémité. Le nez et les coussinets sont bleus. Chez l'adulte, des marques fantômes, des taches blanches ou le manque de reflets argentés sont considérés comme des défauts,. Le korat ne possède pas de sous-poils, ces petits poils duveteux qui se cachent en général sous les poils plus longs.

#### Les korats«thaï»

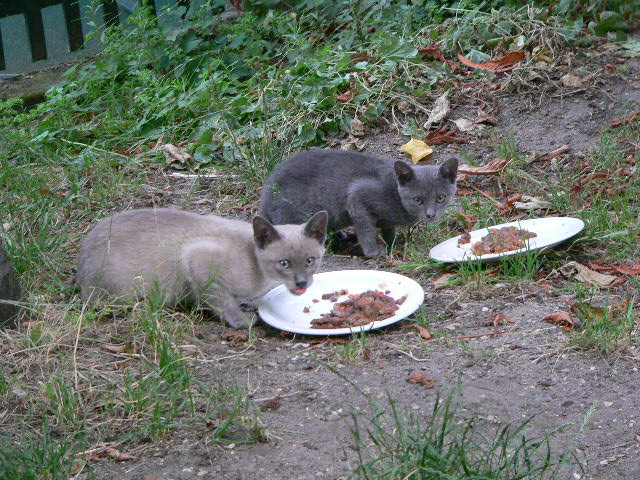
Un korat et une de ses variantes : le thaï blue point.

Dès 1959, des chatons de type bluepoint naissent de portée de korats bleus. Le premier chat couleur lilas a vu le jour en 1989. Cependant, seuls des chats de couleur bleu uni descendant de parents korat peuvent être enregistrés comme des korats selon les critères des associations qui gèrent les pedigrees. L'introduction de nouvelles couleurs dans les standards est difficile car il y a toujours suspicion de croisements frauduleux, les seuls mariages autorisés étant entre korats.
Seul le GCCF considère officiellement que ces couleurs du korat sont dues à des gènes récessifs qui resurgissent dans les portées au gré des croisements et propose aux éleveurs de ces chatons issus de parents korat pure race de les enregistrer sous le nom « thaï lilas » (Thai Lilac), « thaï bluepoint » (Thai Blue Point) et « thaï lilacpoint » (Thai Lilac Point) — à ne pas confondre avec la race de chat appelée thaï. Le terme « thaï » a été préféré à « korat lilas » ou « korat bluepoint » parce que les termes « korat » et « si sawat » désignent spécifiquement des chats bleu uni. Les thaïs sont enregistrés par la GCCF depuis février 2002, mais en 2010 n'ont pas encore atteint le niveau du championnat.
Le standard anglais des thaïs diffère de celui du korat uniquement par la couleur. Le thaï lilas doit avoir une couleur rose-beige chaleureux, avec des reflets argentés et des yeux verts. Le thaï bluepoint doit avoir le corps bien blanc, sauf sur le dos et les côtés où des ombres sont autorisées ; les marques bleues doivent posséder le tipping du korat et les yeux sont bleus.

### Mariages autorisés
Les seuls mariages autorisés sont entre korats. Il est interdit de croiser un korat avec une autre race.

## Caractère
Le caractère du korat est souvent décrit comme ressemblant à celui du siamois ; il reste toutefois parfaitement individuel et est avant tout fonction de l'histoire du chat, quelle que soit sa race. Comme les autres chats orientaux, il serait extrêmement fidèle et montrerait un fort attachement à son propriétaire et à son lieu de vie,,.

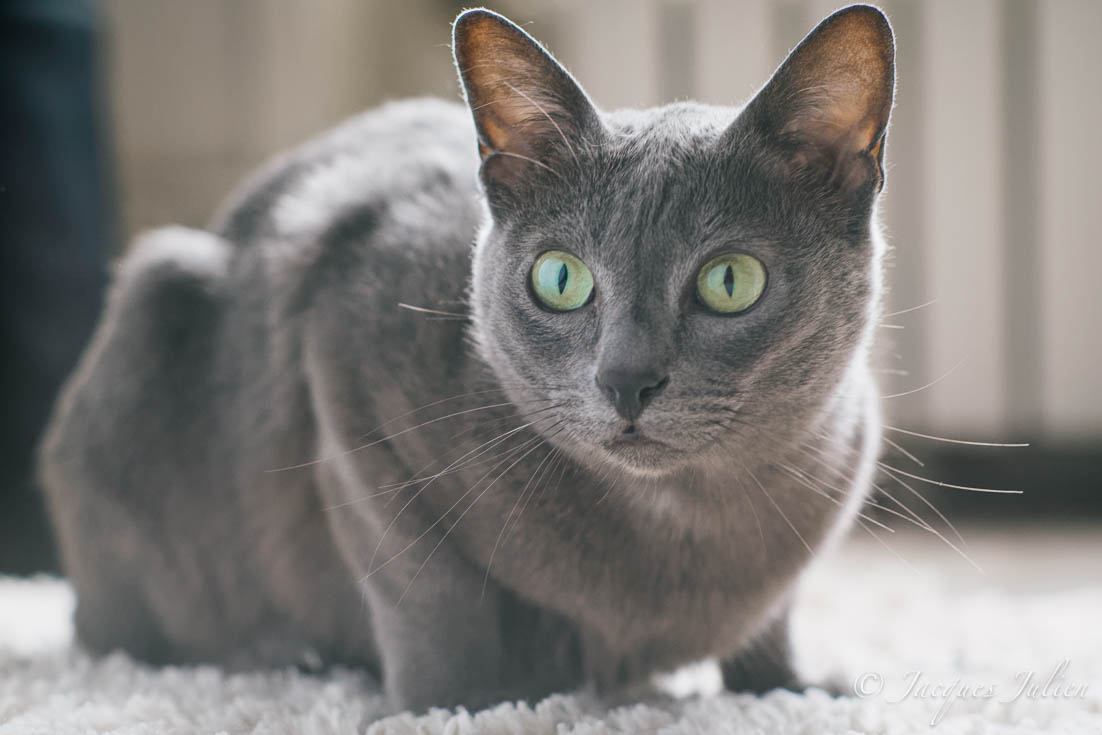
Chat korat femelle

Il démontrerait un vif intérêt pour le jeu durant toute sa vie et son intelligence lui permettrait d’apprendre rapidement de petits tours, lui valant le surnom de « chat-chien »,. Philippe Coppé le considère comme un chat gai et affectueux ; Christiane Sacase ajoute dans Le guide vert des chats qu'il est attentif à ce qui l'entoure, discret et déteste le bruit. Il peut être difficile à manipuler en exposition et il peut être nécessaire d'entraîner les chatons destinés à l'exposition à s'habituer au bruit en laissant une radio allumée dans la nurserie et en leur apprenant les poses que les juges leur feront prendre.
Le korat est un chat réservé, dont le caractère s'accommode parfaitement avec les personnes calmes et les environnements peu bruyants et connu par sa fidélité et sa loyauté.
Le korat est considéré par le Dr Fogle comme une race extravertie et joueuse, capable de supporter la présence de plusieurs chats dans la maison au contraire de Christiane Sacase qui le considère comme peu sociable. Les deux auteurs s'accordent cependant sur son comportement autoritaire envers les autres chats, cherchant à être le dominant,.

## Élevage

### Croissance

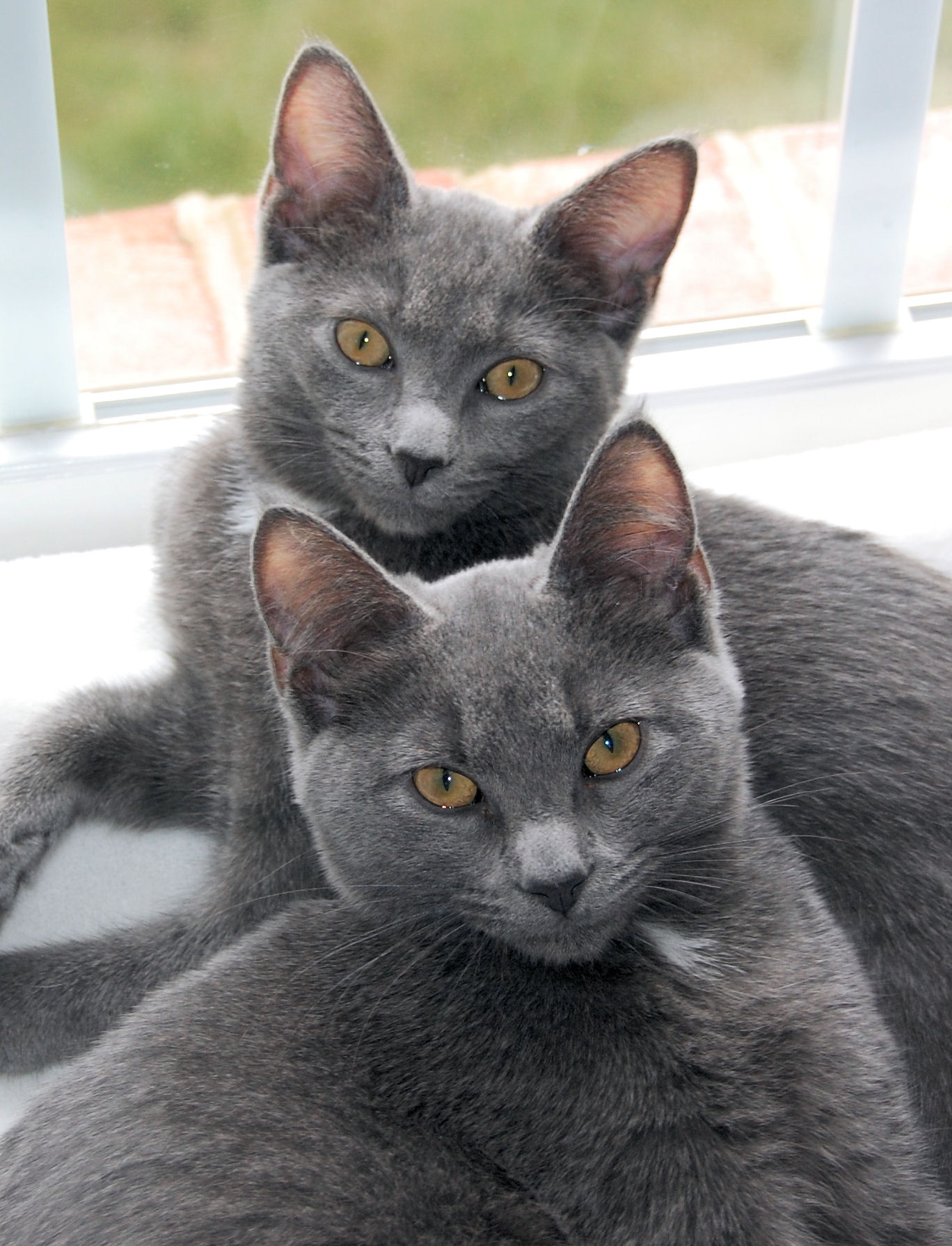
Ces deux jeunes femelles n'ont pas encore les yeux verts demandés par le standard de leur race.

La couleur des yeux et le pelage peut mettre deux ans avant d'être définitive. Le korat atteint sa pleine maturité à l'âge de trois ans. Le korat ne mue pas du fait de l'absence de sous-poil. Sa longévité est estimée à trente ans.

### Santé et entretien
Un gène récessif causant une maladie neuro-musculaire, la gangliosidose, est présent dans la race et peu à peu éliminé par les éleveurs. La gangliosidose est une grave maladie génétique autosomale récessive dont les symptômes sont détectables dès l'âge de deux à trois mois selon son type (GM1 ou GM2) : le premier signe de la maladie chez le chaton sont des tremblements de la tête, rapidement suivis d'une ataxie puis par une perte de mobilité au bout de huit à dix semaines. La mort survient avant huit mois après un dysfonctionnement neurologique progressif. Le diagnostic peut être confirmé avec des analyses d'urine ou de sang ou par une biopsie de la peau ; des tests de dépistage des porteurs sains existent depuis 1998. Ces tests génétiques, réalisables sur un prélèvement gingival, coûtent 40 à 65 dollars par chat en 2011.
Il est conseillé de faire vacciner le korat contre les affections de l'appareil respiratoire et de lui éviter les écarts de température et d'humidité, car la race y est très sensible. Le korat est par ailleurs susceptible à l'asthme.
Le korat est considéré comme demandant peu d'entretien. Il est conseillé de le brosser deux fois par semaine et de le masser tous les jours. Son alimentation doit être bien carnée et variée ; il accepterait de manger des légumes.

### Acquisition d'un korat
Le prix d'acquisition d'un korat varie énormément selon la destination (chat de compagnie ou de concours) et l'ascendance du chat. En 2004, le site « Chats du monde » estime qu'un korat de compagnie coûte entre 500 et 800 euros ; le Korat Club de France, association d'élevage anciennement affiliée au LOOF, publie des prix plus détaillés pouvant aller jusqu'à 5 000 euros pour un chaton de sept à douze mois importé de Thaïlande, la moyenne pour un chaton de race étant de 1 300 à 1 800 euros. Aux États-Unis, le prix d'un chaton de compagnie est estimé entre 300 et 500 dollars en 2007.

## Le korat dans la culture

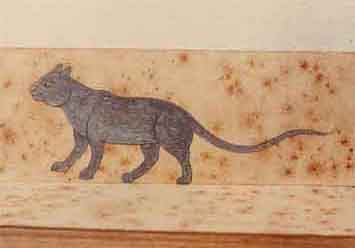
Représentation d'un korat dans le Smud Khoi.

### Représentations

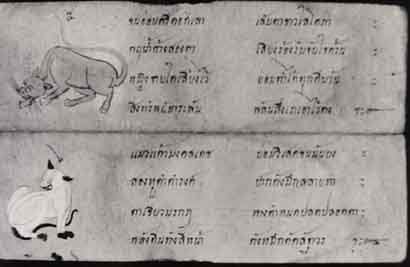
Illustrations d'un chat Korat et d'un chat Siamois avec description poétique dans un "traité sur les chats" ou "livre des poèmes du chat" (Tamra Maew)

Les allusions les plus anciennes au korat se retrouvent dans le Tamra Maew ( Tamra Maeo ;  livre des Poèmes de chats) (1350 - 1767),. Des représentations pouvant à présent être interprétées comme des korats ou des siamois se retrouvent les œuvres thaïlandaises.
Le korat a été la mascotte des jeux d'Asie du Sud-Est de 2007, qui se sont déroulés en Thaïlande.
Quelques timbres représentants un korat ont été édités dans des séries sur les races de chat, comme en 2000 en Afghanistan dans le cadre d'une série de six timbres, en 1997 à Cuba, en 1999 au Liberia ou encore aux Maldives, à Saint-Vincent-et-les-Grenadines, au Togo, ou au Tuvalu.

### Croyances populaires
En Thaïlande, les mythes et légendes abondent au sujet des chats, considérés comme des symboles de bon ou mauvais augure. Avoir un korat avec des cassures sur la queue est considéré comme un porte-bonheur. Selon les croyances populaires, en posséder un est un gage de richesse. Pour cette même raison, la tradition veut qu’on offre un couple de korats aux jeunes mariés, afin d’apporter le bonheur et la prospérité au sein du nouveau foyer.
Lors du festival Hae Nang Maeo qui a lieu en mai ou en juin lorsque la pluie est insuffisante, il est encore de coutume de promener un chat dans un panier devant chaque maison et de l'asperger d'eau pour faire apporter la pluie. Cette procession est accompagnée de danses traditionnelles et le korat, en raison de la couleur gris-bleu de son pelage qui rappelle les nuages gorgés des pluies de la mousson, serait particulièrement apprécié pour ce rituel.

## Annexes

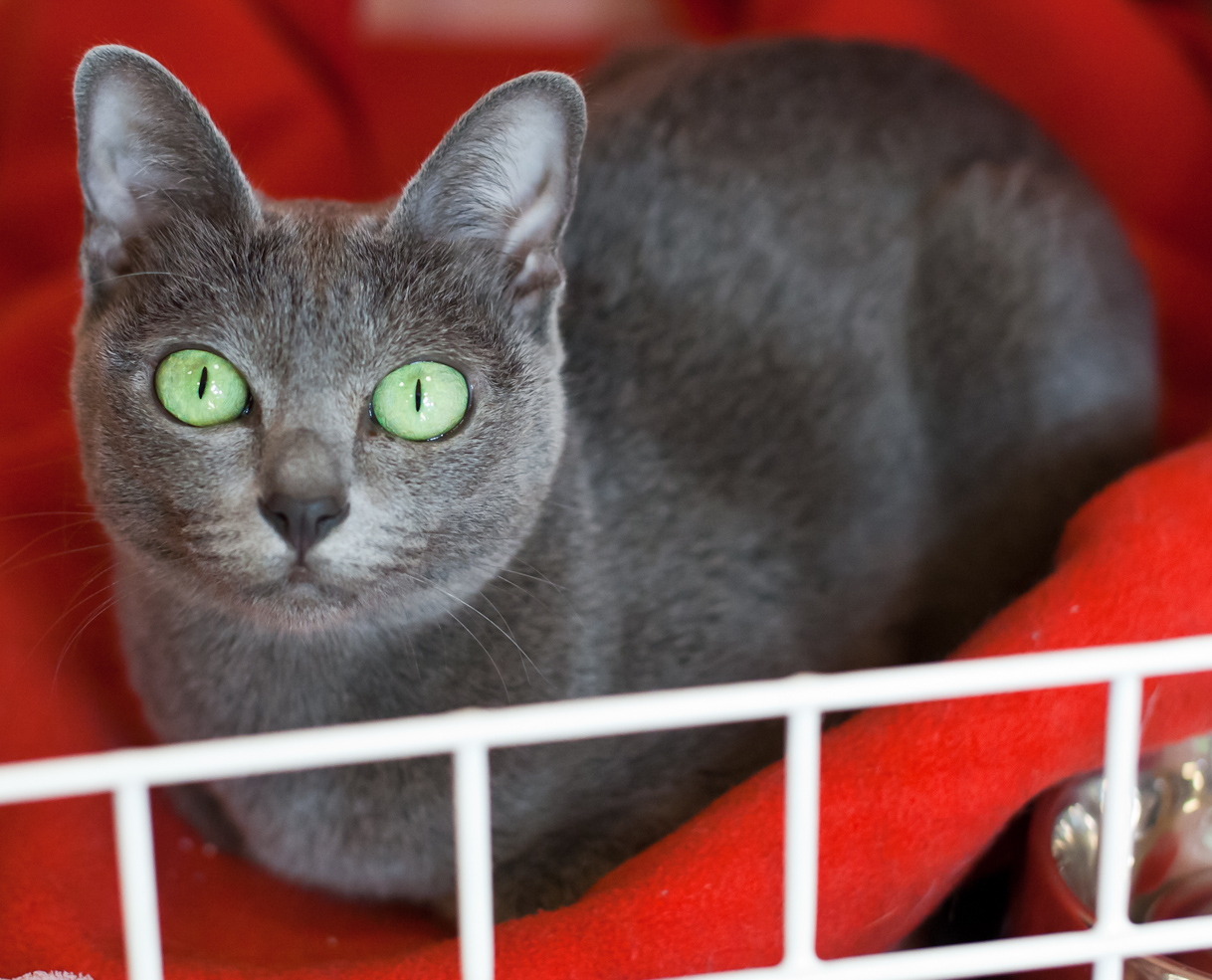
Korat finlandais.